# 2e régiment d'artillerie à cheval
Pour les articles homonymes, voir 2e régiment.
Ne doit pas être confondu avec 2e régiment d'artillerie à pied.
Le 2e régiment d'artillerie à cheval (2e à cheval) où 2e régiment d'artillerie légère est un régiment d'artillerie de l'Armée de terre française créé sous la Révolution par la réunion de compagnies de canonniers à cheval créées en 1792. Il est licencié en 1829.

## Création et différentes dénominations
- 21 mars 1795 : Organisation du 2e régiment d'artillerie à cheval[note 1]
- 26 octobre 1815 : Licencié
- 1er avril 1816 : Régiment d'artillerie à cheval de Rennes
- 1820 : 2e régiment d'artillerie à cheval
- 29 septembre 1829 : Licencié

## Colonels et chefs de corps
- 21 mars 1795 : Antoine Alexandre Hanicque
- 4 mai 1797 : Auguste Frédéric Louis Viesse de Marmont
- 14 mars 1799 : Jean-Louis Olivier Mossel
- 18 septembre 1805 : Alexandre Jean Baptiste Joseph François Forno
- 17 juillet 1807 : Henri Marie Le Noury
- 13 mars 1809 : Joseph Christophe Pellegrin-Millon
- 11 mars 1813 : Louis Chopin
- 21 juin 1814 : Baron André Jacques Elisabeth Lafont
- 17 avril 1815 : Edouard Eléonor Guillaume Rey
- 1er avril 1816 : Baron André Jacques Elisabeth Lafont
- 23 juillet 1817 : Baron Simon Pierre Sautereau du Part
- 19 juillet 1826 : Jacques Marc Antoine Villandré de Bérauville

## Historique des garnisons, combats et batailles

### Guerres de la Révolution et de l’Empire
Ce régiment a été organisé à Strasbourg le 21 mars 1795 avec les 6e, 7e, 8e, 9e et 10e compagnies de canonniers à cheval qui avaient été créées en 1792.
Ces 5 compagnies ont servi aux armées du Rhin, du Rhin et Moselle, du Danube et d'Helvétie jusqu'au Consulat.

En 1796, on retrouve les différentes compagnies du régiment au 1er passage du Rhin, aux batailles de Neresheim et d'Ober-Kammlach, ainsi qu'aux sièges de Kehl et d'Huningue.
En 1797, le régiment se trouve au 2e passage du Rhin.
En 1798, le corps est séparé entre les armées de Mayence, d'Helvétie et de Rome.
En 1799, les compagnies attachées à l'armée du Danube participent à la bataille de Zurich
Pendant la campagne de 1800, ce corps était partagé entre les armées du Rhin et d'Italie, et son dépôt était établi à Auxonne. Les compagnies affectées à l'armée d'Italie participèrent aux batailles de Montebello et de Marengo et celles affectées à l'armée du Rhin étaient engagées à la bataille d'Engen.
En 1801, la 5e compagnie du 8e régiment d'artillerie à cheval qui avait été supprimé est incorporée au « 2e régiment d'artillerie à cheval ».
Au mois d'août 1802, le dépôt du régiment quitta Auxonne pour aller à Chambéry, et de là, dans la même année, à Valence et à Toulouse, où le régiment est réorganisé.
L'année suivante, le 2e régiment d'artillerie à cheval est envoyé pour Douai, et après avoir fourni des compagnies à la Grande Armée du camp de Boulogne, l'état-major et la portion principale reviennent à Valence en 1804.
Affecté à la Grande Armée, une partie du régiment combat à Wertingen et à Austerlitz (3e compagnie) en 1805 et à Friedland en 1807. 
En 1806, la 2e compagnie engagée dans l'invasion de Naples participe à la bataille de Maida.
En 1808, les 1re, 4e et 6e compagnies sont en Allemagne tandis que les trois autres partent pour l'Espagne : les 2e et 3e compagnies sont attachées à des divisions de dragons, la 6e compagnie au 7e corps en Portugal.
En 1809 les compagnies attachées à l'armée d'Allemagne assistent à la bataille d'Essling.
Les compagnies affectées en Espagne participent aux batailles de Medellin, et de Valls, et au siège de Gérone en 1809, puis à la bataille de la Côa, au siège de Cadix et à la bataille de Vic en 1810.
Au 1er janvier 1811, le corps était ainsi partagé :
- 1re compagnie à Strasbourg
- 2e compagnie en Espagne
- 3e compagnie en Portugal
- 4e compagnie à Strasbourg
- 5e compagnie en Portugal
- 6e compagnie en Portugal
- 7e compagnie en Espagne
- Dépôt à Valence

Les 1re, 4e et 5e compagnies participent à la campagne de Russie et se trouvent à la bataille de la Moskova.
En 1812, les compagnies du 2e régiment d'artillerie à cheval se trouvent dans les positions suivantes :
- 1re compagnie à la Grande Armée en Russie
- 2e compagnie dans le sud de l'Espagne
- 3e compagnie en Portugal
- 4e compagnie à la Grande Armée en Russie
- 5e compagnie à la Grande Armée en Russie
- 6e compagnie en Portugal
- 7e compagnie en Aragon
- Dépôt à Valence

En 1813, pendant la campagne d'Allemagne les éléments affectés à la Grande Armée se trouvent aux batailles de Dresde et de Leipzig durant laquelle le colonel Pellegrin-Millon est blessé. La 7e compagnie engagée en Espagne combat à Castalla.
Durant la campagne de France, en 1814, le 2e à cheval participe aux batailles de Fère-Champenoise et de Paris.
En avril 1814, le dépôt du 2e à cheval qui était à Avignon, revient en août à Valence, où le corps est réorganisé avec les débris des 4e, 5e, 6e et 7e compagnies du 5e régiment d'artillerie à cheval qui venait d'être licencié, et avec les 2e et 3e compagnies de l'artillerie à cheval de la Garde impériale. Cette opération a eu lieu le 16 septembre 1814, sous la direction du général Pernety.
Le régiment est alors envoyé à Metz, d'où l'année suivante il envoya ses deux premières compagnies au 4e corps, dit corps de la Moselle, pour être attachées, la 1re compagnie à une division de dragons, et la 2e compagnie à une division de cavalerie légère qui passa plus tard au 3e corps de cavalerie, la 3e compagnie à cette même division de cavalerie du  3e corps de cavalerie, et les 5e et 6e compagnies à Vincennes, pour concourir à la formation d'une réserve d'artillerie de Paris. Les 4e et 6e compagnies restèrent à Metz avec le dépôt.
Après le retour de l'Empereur, le régiment, dans le cadre de la campagne de Belgique, est engagé dans les batailles de Ligny et de Waterloo. 
Après Waterloo, le régiment entier est réuni à Limoges, où il est licencié le 26 octobre 1815 par le général Charbonnel.

### De 1816 à 1829
L'état-major, le dépôt et une centaine de canonniers étaient encore à Limoges au mois de mai 1816.

Transporté à Rennes, c'est autour de ce noyau que le 2e régiment d'artillerie à cheval est réorganisé sous le titre de « régiment d'artillerie à cheval de Rennes ». Le colonel André Jacques Elisabeth Lafont, qui avait été chef de ce corps en 1814 et 1815, reprit le commandement de nouveau régiment.
Le major Bergier, qui commandait le corps en l'absence du colonel, rendant compte au général Neigre, commandant de l'artillerie de l'armée de la Loire, sous la date du 11 janvier 1816, du passage à Limoges du duc d'Angoulême et de la revue passée par ce prince, lui fait connaître qu'en présence de l'enthousiasme extraordinaire de la garde nationale de Limoges et des autres troupes de la garnison, l'artillerie à cheval s'est montrée froide, et que ce prince a lancé aux officiers du 2e régiment d'artillerie à cheval cette apostrophe :
« L'esprit de l'artillerie est, en général, mauvais, ce qui ne peut provenir que de la faute des chefs. »
Le major Bergier, continuant tranquillement son rapport, raconte que ce qui avait irrité le prince :
« c'est qu'il avait cru que c'était le 2e à cheval qui avait marché contre lui dans le Midi, et en adressant la parole au colonel Claude Joseph Antoine Gérin du 4e à pied, Son Altesse Royale croyait parler au colonel du 4e à cheval. »
En 1820, le « régiment d'artillerie à cheval de Rennes » prend le nom de « 2e régiment d'artillerie à cheval ».
Le 2e à cheval a occupé sous la Restauration, après Rennes, les garnisons de Toulouse en 1819 et de Metz en 1825. 
En 1823, le régiment est engagé dans l'expédition d'Espagne et assiste au combat de Puerto de Miravete
C'est à Metz que le 2e régiment d'artillerie à cheval a été licencié, le 29 septembre 1829. 

Il a versé :
- sa 1re compagnie au 10e régiment d'artillerie,
- les 2e, 3e et 7e compagnies au 8e régiment d'artillerie,
- et les 4e, 5e et 6e compagnies au 5e régiment d'artillerie.

## Personnalités
- Maximilien Sébastien Foy (1775-1825) alors capitaine, puis chef d'escadron, de la 5e compagnie[2].
- Jean Charles Quinette de Cernay alors lieutenant
- Pierre Henri Lepin alors major
- Émile Perrodon alors lieutenant

## Sources et bibliographie
- Henri Kauffert : Historique de l'artillerie française
- Louis Susane : Histoire de l'artillerie Française
- Historiques des corps de troupe de l'armée française (1569-1900)
- Etat militaire du corps impérial de l'artillerie de France en 1811 page 362
- French Horse Artillery Regiments and the Colonels Who Led Them 1791-1815